# Partido Nacional de Barbados
El Partido Nacional de Barbados (en inglés: Barbados National Party), abreviado como BNP, fue un partido político conservador barbadense que existió durante la década de 1960. Fue liderado por Ernest Mottley, primer y único alcalde electo de Bridgetown y miembro de la Cámara de la Asamblea de Barbados en representación del mismo distrito. Sucedió al Partido Conservador Progresista (1956-1960), que a su vez era precedido por la Asociación de Electores de Barbados (1940-1956).

## Historia
Las elecciones de 1940 vieron a la Asociación de Electores, una agrupación informal de políticos mayoritariamente blancos, ganar 19 de los 24 escaños en la Cámara de la Asamblea de Barbados. Al año siguiente, el grupo se convirtió en un partido político formal con el nombre de "Asociación de Electores de Barbados". En las elecciones de 1942 ganaron 15 escaños, pero las elecciones de 1944 vieron al partido reducido a ocho escaños bajo el liderazgo de Fred Goddard, con la Liga Progresista de Barbados y el Partido del Congreso Nacional de las Indias Occidentales formando un gobierno de coalición. En las elecciones de 1946 se redujeron a seis escaños, pero se recuperaron para ganar nueve escaños en las elecciones de 1948.
En las elecciones de 1951, las primeras en sufragio universal, el partido (ahora dirigido por Ernest Mottley) obtuvo cuatro escaños. El partido se refundó y compitió en 1956 como Partido Conservador Progresista, ganando tres escaños. Antes de las elecciones federales de las Indias Occidentales de 1958, el partido pasó a llamarse Partido Nacional de Barbados, y ganó uno de los cinco escaños asignados a Barbados, tomado por Florence Daysh. El partido ganó cuatro escaños en las elecciones generales de Barbados de 1961, en las que pidió a los votantes que votaran por el Partido Democrático Laborista en distritos electorales que no compitió. Después de ver su presencia parlamentaria reducida a dos escaños en 1966 y la desaparición del gobierno local de Bridgetown en 1967, el partido se disolvió en 1970.

## Resultados electorales
|  | 22.05 % |

|  | 10.13 % |